# Aulacomnium heterostichum
Espèce
Aulacomnium heterostichum est une espèce de mousses de la famille des Aulacomniaceae . 